# 法國電視四台
法國電視四台（法語：France 4，法語發音：[fʁɑ̃s katʁ]）是法國的一家公共電視台。法國電視四台主要播出音樂和藝術類的節目。由法國電視台運營。法國電視四台可通過有線電視和衛星電視以及網絡收看。法國電視四台開播於1996年，當時的名稱是Festival，2005年3月31日，改名為法國電視四台。2012年7月，法國電視四台的收視份額是2.0%。法國電視四台也播出有高清節目。

## 外部連結
- 官方網站 （页面存档备份，存于）（法文）